# أخلاق كانطية

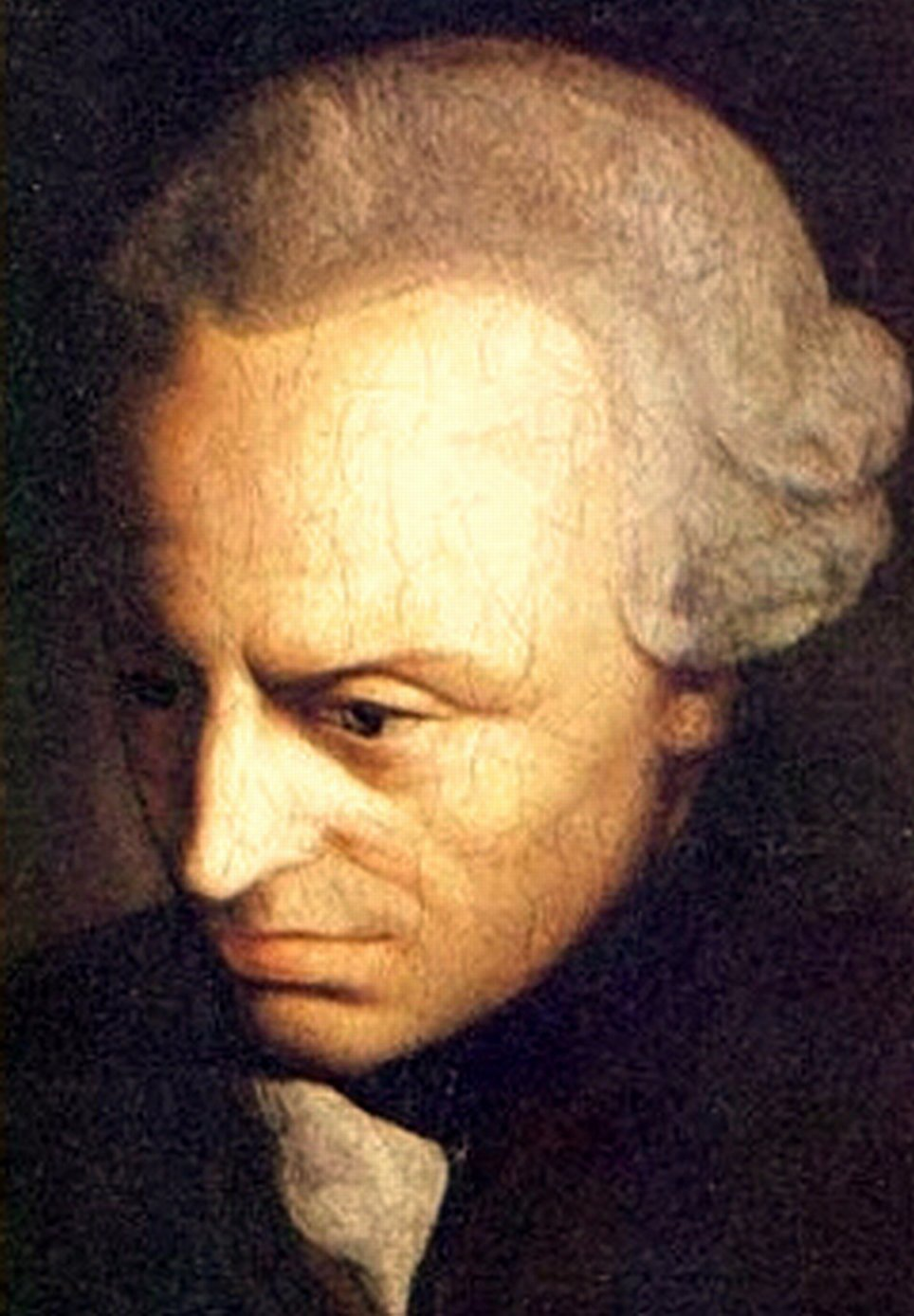
الفيلسوف الألماني إيمانويل كانط

تشير الأخلاق الكانطية إلى نظرية الواجب الأخلاقية التي وضعها الفيلسوف الألماني إيمانويل كانط، والتي تستند إلى فكرة أنه: «ما من شيء على الإطلاق في هذا العالم يمكن اعتباره جيدا في ذاته دون قيد أو شرط سوى الإرادة الخيّرة». تطورت النظرية كنتيجة لعقلانية التنوير، التي تنص على «أن ما يضفي على الإرادة الخيرة صفة الخير ليس هو النتائج الخيرة التي تترتب عليها، بل هو الطابع الإلزامي الذي يتسم به فعلها حين يجئ مطابقا للقانون الاخلاقي»
إن الشيء المحوريّ في بناء كانط للقانون الأخلاقي هو الواجب القاطع، الذي ينطبق على جميع الناس، بغض النظر عن اهتماماتهم، أو رغباتهم. صاغ كانط الحتمية القاطعة بطرق مختلفة. يتطلب مبدأ الشمولية أنه لكي يكون الفعل مسموحًا به، يجب أن يكون قابلًا للتطبيق على جميع البشر دون حدوث تناقض. تنص صياغة كانط للإنسانية، وهي القسم الثاني من الحتمية القاطعة، على أنه كغاية في حد ذاتها، ينبغي على البشر ألا يعاملوا الآخرين أبدًا كمجرد وسيلة لتحقيق غاية، ولكن كغايات في حد ذاتها.
فرق كانط بين التلقائية، والواجب، فالشخص الذي يحافظ على حياته إنما يفعل ذلك تلقائيا لا بمقتضى الواجب. كذلك يفرق كانط بين الأخلاقية، والقانونية فيقول إن القانونية تعنى تصرف المرء وفقا لما يقتضيه القانون أو التشريع. فالشخص لا يقوم بالفعل بسبب الخوف من العقاب، أو من الله، أو احتراما للرأي العام، أو الخوف من تأنيب الضمير... إلخ، وكل هذه الأسباب لا تجعل من الفعل أخلاقيًّا بمعني الكلمة، فيقول كانط: (إن واجبي يقضي ألا أسرق، لذا فأنا لن أسرق احتراما للواجب والعقل) فهذا وحده الذي يعد فعلا أخلاقيا. فالمرجع في النهاية هو الإرادة الحرة. وهو يؤمن بكونية القانون الخلقي لأنة صوري، وغير ناشئ عن أي نزعة تجريبية، فهو صالح في كل زمان ومكان. والحق أن الواجب لا يستند إلى العاطفة أو الوجدان، كما أنة لا يقوم على التجربة، خارجية كانت أو باطنية، بل هو يقوم في الأساس على احترام القانون، ولهذا يعرف كانط الواجب بقوله: (إنه ضرورة أداء الفعل احتراما للقانون). وهذا الاحترام ينشأ من العقل نفسه تلقائيا والمقصود بالقانون هو القانون الخلقي، وليس الوضعي.
ميّز كانط أيضًا بين الواجبات الكاملة، وغير الكاملة. استخدم كانط مثال الكذب كتطبيق لأخلاقياته: نظرًا لوجود واجب كامل لقول الحقيقة، يجب ألا نكذب أبدًا، حتى لو بدا أن الكذب سيؤدي إلى عواقب أفضل من قول الحقيقة. وبالمثل، فإن الواجب الكامل (مثل واجب عدم الكذب) يظل صحيحًا دائمًا؛ يمكن جعل واجب غير كامل (على سبيل المثال، واجب التبرع للأعمال الخيرية) مرنًا يمكن تطبيقه في وقت ومكان معينين.
ومن بين هؤلاء المتأثرين بالأخلاق الكانطية الفيلسوف الاجتماعي يورغن هابرماس، والفيلسوف السياسي جون راولز، والمحلل النفسي جاك لاكان. انتقد الفيلسوف الألماني ج. و. ف. هيجل كانط لعدم تقديمه تفاصيل كافية في نظريته الأخلاقية للتأثير على صنع القرار، ولإنكاره للطبيعة البشرية. كما انتقدت الكنيسة الكاثوليكية أخلاق كانط، ووصفتها بأنها متناقضة، واعتبرت الأخلاق المسيحية أكثر توافقًا مع أخلاقيات الفضيلة. كذلك انتقد الفيلسوف الألماني آرتورر شوبنهاور أخلاق كانط لكونه توجيهيًا، في حين أن الأخلاق يجب أن تحاول وصف كيف يتصرف الناس. دافعت مارسيا بارون عن النظرية فقالت إن الواجب لا يقلل من الدوافع الأخرى.
ظهر منهج كانط للأخلاقيات الجنسية من وجهة نظره أنه لا ينبغي أبدًا استخدام البشر كمجرد وسيلة لتحقيق غاية، مما دفعه إلى اعتبار النشاط الجنسي مهينًا، وإدانة بعض الممارسات الجنسية المحددة -على سبيل المثال: الجنس خارج نطاق الزواج. وفقًا لذلك، استخدم الفلاسفة النسويون الأخلاق الكانطية لإدانة ممارسات مثل: الدعارة، والمواد الإباحية، والتي تعامل النساء كأدوات. يعتقد كانط أيضًا أنه نظرًا لأن الحيوانات لا تمتلك الإرادة العقلانية، فلا يمكننا تحمل واجبات تجاهها باستثناء واجبات غير مباشرة بعدم ارتكاب ممارسات غير أخلاقية، أو نوع من القسوة تجاهها.

## السمات الأساسية
بنى كانط نظريته الأخلاقية على الاعتقاد بأنه يجب استخدام العقل لتحديد كيف يتصرف الناس. لم يحاول وصف فعل محدد، ولكنه أشار إلى ضرورة استخدام العقل لتحديد السلوك. بل ذهب كانط إلى الاعتقاد بأنه لو كان الإنسان عقلا محضا، لأتجه بطبيعته نحو الخير. ولتحقق التطابق بين عقله، وإرادته. ولكن لما كان الموجود البشرى مزيجا من الحس والعقل. فإنه يتصور الخير، ثم يقدم بعد ذلك على ارتكاب الشر. ومعني هذا أن الإرادة البشرية خاضعة لدوافع حسية متعارضة مع العقل.

### الإرادة الخيرة والواجب
في أعماله المشتركة، بنى كانط أساس القانون الأخلاقي من خلال مفهوم الواجب. بدأ كانط نظريته الأخلاقية بالقول إن الفضيلة الوحيدة التي يمكن أن تكون صالحة بلا تحفظ هي الإرادة الخيرة. لا توجد فضيلة أخرى لها نفس المكانة، لأنه يمكن استخدام كل فضيلة أخرى لتحقيق غايات غير أخلاقية (على سبيل المثال، لا تكون فضيلة الولاء جيدة إذا كان المرء مخلصًا لشخص شرير). الإرادة الصالحة فريدة من نوعها من حيث أنها دائما جيدة، وتحافظ على قيمتها الأخلاقية حتى عندما تفشل في تحقيق نواياها الأخلاقية. اعتبر كانط أن الإرادة الخيرة هي مبدأ أخلاقي واحد يختار بحرية استخدام الفضائل الأخرى لغايات أخلاقية.
بالنسبة إلى كانط، فإن الإرادة الخيرة هي مفهوم أوسع من الإرادة التي تنبع من الواجب. يمكن تمييز الإرادة التي يكون مصدرها الواجب على أنها إرادة تتغلب على العوائق من أجل الحفاظ على القانون الأخلاقي. وبالتالي، فإن الإرادة المطيعة هي حالة خاصة من الإرادة الخيرة تظهر في الظروف المعاكسة. يجادل كانط بأن الأفعال التي تتم فيما يتعلق بالواجب فقط لها قيمة أخلاقية. هذا لا يعني أن الأعمال التي يتم تنفيذها وفقًا للواجب فقط لا قيمة لها (لا تزال تستحق الموافقة والتشجيع)، ولكن هذا لا يعني أن الأفعال التي تحدث خارج نطاق الواجب هي تقدير خاص.
لا يستلزم مفهوم كانط للواجب أن يؤدي الناس واجباتهم على مضض. على الرغم من أن الواجب غالبًا ما يقيد الناس ويحثهم على التصرف ضد ميولهم، إلا أنه لا يزال يأتي من إرادة الوكيل: إنهم يرغبون في الحفاظ على القانون الأخلاقي. وبالتالي، عندما يقوم الوكيل بعمل من الواجب، فذلك لأن الحوافز العقلانية تهمه أكثر من ميولهم المعارضة. رغب كانط في تجاوز مفهوم الأخلاق كواجبات مفروضة من الخارج، وتقديم أخلاقيات الاستقلالية، عندما يدرك الفاعلون العقلانيون بحرية الادعاءات التي يقدمها العقل عليهم.

### واجبات كاملة وغير كاملة
بتطبيق للحتمية القاطعة، تنشأ الواجبات لأن الفشل في تحقيقها سيؤدي إما إلى تناقض في المفهوم، أو إلى تناقض في الإرادة. يتم تصنيف الأولى على أنها واجبات كاملة، والأخيرة على أنها غير كاملة. دائمًا ما يكون الواجب الكامل صحيحًا. يجادل كانط في النهاية بأنه لا يوجد في الواقع سوى واجب كامل واحد -الحتمية الفئوية- فالواجب الناقص يسمح بالمرونة، يعتبر التبرع للأعمال الخيرية واجبا غير كامل لأننا لسنا ملزمين بالقيام به في جميع الأوقات، ولكن يمكننا اختيار الأوقات والأماكن التي نتواجد فيها. يعتقد كانط أن الواجبات الكاملة أهم من الواجبات غير الكاملة، ومن ثم فإذا نشأ تعارض بين الواجبات، فيجب اتّياع الواجب الكامل.

### ضرورة حتمية
إن الصياغة الأساسية لأخلاقيات كانط هي الحتمية القاطعة، والتي اشتق منها أربع صيغ أخرى. ميز كانط بين الضرورات القاطعة والافتراضية. إن الأمر الافتراضي هو أمر يجب أن نطيعه إذا أردنا إرضاء رغباتنا، فمثلا: يعتبر «الذهاب إلى الطبيب» واجبًا افتراضيًّا، لأننا ملزمين فقط بطاعته إذا أردنا أن نتعافى. بينما تلزمنا الحتمية القاطعة بغض النظر عن رغباتنا، فعلى سبيل المثال: ينبغي على الجميع واجب عدم الكذب، بغض النظر عن الظروف، وحتى إذا كان من مصلحتنا القيام بذلك. تظل هذه الضرورات ملزمة أخلاقيا لأنها تستند إلى العقل، وليس الحقائق العرضية حول الفاعل. على عكس الضرورات الافتراضية، التي تلزمنا بقدر ما نحن جزء من مجموعة أو مجتمع ندين له بواجبات، لا يمكننا الانسحاب من الحتمية القاطعة لأننا لا نستطيع الانسحاب من كوننا وكلاء عقلانيين. فنحن ملزمون بواجب العقلانية بحكم كوننا وكلاء عقلانيين؛ لذلك، تنطبق المبادئ الأخلاقية العقلانية على جميع الفاعلين العقلانيين في جميع الأوقات.

### قابلية التعميم
يعد المبدأ الأول في صياغة كانط لمفهوم الحتمية الفئوية هو قابلية للتعميم:
«تصرف فقط وفقًا لهذا المبدأ الذي يمكنك تعميمه في نفس الوقت بحيث يصبح قانونًا عالميًا.» - أسس ميتافيزيقا الأخلاق (1785) 
عندما يتصرف شخص ما، يكون ذلك وفقًا لقاعدة أو مبدأ ما. بالنسبة لكانط، لا يُسمح بفعل ما إلا إذا كان الشخص مستعدًا لتعميم المبدأ الذي يسمح للفعل بأن يكون قانونًا عالميًا يعمل بموجبه الجميع. ولا تحقق المبادئ هذا الشرط إذا كانت تنتج إما تناقضًا في المفهوم، أو تناقضًا في الإرادة عند تعميمها. يحدث التناقض في المفهوم في حال إذا ما تم تعميم مبدأ ما، ووجد في نهاية الأمر أنه المعنى من ورائه سينهار إذا تصرف بموجبه الجميع، لأن «المبدأ سوف يدمر نفسه بالضرورة بمجرد أن يصبح قانونًا عالميًا.» على سبيل المثال، إذا عممنا المبدأ القائل «يجوز نقض الوعود» ليصبح قانونًا عالميًا، فلن يثق أي أحد في أية وعود تقطع، لذا فإن فكرة الوعد ذاتها ستصبح بلا معنى؛ سيكون المبدأ متناقضًا مع الذات لأنه عندما يتم تعميمها، تتوقف الوعود عن كونها ذات مغزى.ومن ثمّ فهذا المبدأ ليس أخلاقيًا لأنه من المستحيل منطقيًا تعميمه.
يمكن أن يكون المبدأ أيضًا غير أخلاقي إذا كان يخلق تناقضًا في الإرادة عند تعميمه. هذا لا يعني وجود تناقض منطقي، ولكن تعميم المبدأ يؤدي إلى حالة لا يرغب فيها أي كائن عقلاني. على سبيل المثال، تجادل جوليا درايفر بأن مبدأ «لن أعطيها للجمعيات الخيرية» ينتج عنه تناقضا في الإرادة عندما يتم تعميمه، لأن العالم الذي لا يتبرع فيه أحد للجمعيات الخيرية سيكون أمرًا غير مرغوب فيه بالنسبة للشخص الذي يتصرف وفقًا لهذه القاعدة.
يعتقد كانط أن الأخلاق هي قانون العقل الموضوعي. وكما تتطلب القوانين الفيزيائية الموضوعية أفعالًا جسدية (على سبيل المثال، تسقط ثمرة التفاح بفعل الجاذبية)، تتطلب القوانين العقلانية الموضوعية أفعالًا عقلانية. وهكذا كان يعتقد أن الكائن العقلاني تمامًا يجب أن يكون أيضًا أخلاقيًا تمامًا، لأن الكائن العقلاني تمامًا يجد أنه من الضروري القيام بما هو ضروري عقلانيًا.
ونظرًا لأن البشر ليسوا عقلانيين للغاية (فهم يتصرفون جزئيًا وفقًا للغريزة)، اعتقد كانط أن البشر يجب أن يتوافقوا مع إرادتهم الذاتية مع القوانين العقلانية الموضوعية، والتي سماها التزام الامتثال. جادل كانط بأن القانون الموضوعي للعقل هو أمر بديهي، موجود خارجيًا من الكائن العقلاني. مثلما توجد القوانين الفيزيائية قبل الكائنات المادية، فإن القوانين العقلانية (الأخلاق) موجودة من قبل وجود الكائنات العقلانية. لذلك، فإن الأخلاق العقلانية وفقًا لكانط، قابلة للتعميم لتصبح قوانينًا عالمية ولا يمكن أن تتغير اعتمادًا على الظروف.
افترض البعض وجود تشابه بين الصيغة الأولى للحتمية القاطعة، والقاعدة الذهبية (قاعدة عامل الناس كما تريد أن يعاملوك). انتقد كانط نفسه القاعدة الذهبية باعتبارها ليست قاعدة رسمية بحتة، ولا بالضرورة ملزمة عالميًا.

### الإنسانية كغاية في حد ذاتها
يتمثّل المبدأ الثاني في صياغة كانط لمفهوم الحتمية القاطعة هي معاملة الإنسانية كغاية في حد ذاتها.
«تصرف بطريقة تعامل الإنسانية، سواء في شخصك أو في شخص آخر، دائمًا في نفس الوقت كغاية وليس ببساطة كوسيلة.» - أسس ميتافيزيقا الأخلاق (1785) 
جادل كانط بأنه لا يمكن أبدًا التعامل مع الكائنات العقلانية باعتبارها مجرد وسيلة لتحقيق غايات، بل يجب معاملتهم دائمًا على أنهم غايات بحد ذاتها، مما يتطلب احترام دوافعهم المنطقية على قدم المساواة. هذا مستمد من ادعاء كانط بأن العقل يحفز الأخلاق، وإنه ينبغي أن نحترم العقل كدافع في جميع الكائنات، بما في ذلك الأشخاص الآخرين. حيث لا يمكن أن يوافق الكائن العقلاني على استخدامه فقط كوسيلة لتحقيق غاية، لذلك يجب دائمًا التعامل معه على أنه غاية. برر كانط ذلك بالقول إن الالتزام الأخلاقي هو ضرورة عقلانية، وكل ما هو عقلاني وفقا لكانط هو صحيح أخلاقيا، لأن جميع الفاعلين العقلانيين يريدون أن يكونوا غاية وليس مجرد وسيلة، فمن الواجب أخلاقيًا أن يعاملوا على هذا النحو. هذا لا يعني أنه لا يمكننا أبدًا معاملة الإنسان كوسيلة لتحقيق غاية، ولكن عندما نفعل ذلك، فإننا نتعامل معه أيضًا كغاية في حد ذاته.

### صيغة الاستقلالية
تعبر صيغة كانط عن الاستقلالية عن فكرة أن الفرد العقلاني ملزم باتباع الحتمية القاطعة بسبب إرادته العقلانية، وليس بسبب أي مؤثر خارجي. يعتقد كانط أن أي قانون أخلاقي مدفوع بالرغبة في تحقيق بعض المصالح الأخرى من شأنه أن يتنافى والحتمية القاطعة، مما يدفعه إلى القول بأن القانون الأخلاقي يجب أن ينشأ فقط من إرادة عقلانية. يتطلب هذا المبدأ من الناس الاعتراف بحق الآخرين في التصرف بشكل مستقل، ويعني أنه، بما أن القوانين الأخلاقية يجب أن تكون قابلة للتعميم، فإن المطلوب من شخص واحد هو ذاته المطلوب من الجميع.

### مملكة الغايات
تعد «مملكة الغايات» صياغة أخرى للحتمية القاطعة لكانط:
«ينبغي أن يعتبر الكائن العقلاني نفسه دائمًا مصدرًا للقوانين إما كعضو، أو كحاكم لمملكة الغايات التي باتت ممكنة طالما تحققت حرية الإرادة.» - أسس ميتافيزيقا الأخلاق (1785)
تتطلب هذه الصياغة أن يتم اعتبار الأفعال كما لو كان مبدأها الرئيسيّ هو توفير قانون لمملكة غايات افتراضية. ومن ثمّ فإن الناس ملزمون بالعمل وفقًا للمبادئ التي يقبلها مجتمع من الوكلاء العقلانيين كقوانين. في مثل هذا المجتمع لن يقبل كل فرد سوى المبادئ التي يمكن أن تحكم كل فرد من أفراد المجتمع دون معاملة أي فرد على أنه مجرد وسيلة لتحقيق غاية. على الرغم من أن مملكة الغايات هي نموذج مثالي (فإن تصرفات الأشخاص الآخرين، وأحداث الطبيعة تدل على أن الأفعال ذات الإرادة الخيرة قد تؤدي أحيانًا إلى الأذى)، ما زلنا مطالبين بالتصرف بشكل قاطع، كمشرعين لهذه المملكة المثالية.

## العوامل التي أثرت في نظرية كانط الأخلاقية
اقترح كاتب سيرة كانط «مانفريد كون» أن القيم التي كان يحملها والدا كانط من «العمل الجاد، والصدق، والنظافة، والاستقلال» كانت بمثابة القدوة له، وقد أثرت عليه أكثر مما أثر فيه تدينهم.
ويقترح ميشيل رولف وفقًا لموسوعة ستانفورد للفلسفة أن كانط قد تأثر بمعلمه «مارتن كنوتزن»، الذي تأثر هو نفسه بأفكار كريستيان وولف، وجون لوك، والذي قدم لكانط أعمال الفيزيائي الإنجليزي إسحاق نيوتن.
يؤكد كذلك كل من إريك إنتريكان ويلسون، ولارا دينيس على تأثير ديفيد هيوم على أخلاقيات كانط. فكلاهما يحاول التوفيق بين الحرية، والالتزام بالحتمية السببية، ويعتقدان أن أساس الأخلاق مستقل عن الدين.
كما اقترح لويس بوجمان أربعة عوامل قوية أثرت في أخلاقيات كانط:
1-          القيم الدينية اللوثرية: التي اعتقد فيها والدا كانط، والقائمة على الصدق، والحياة الأخلاقية بناءًا على الإيمان العقائدي، والتي هي أكثر اهتمامًا بالشعور من العقلانية. يعتقد كانط أن العقلانية مطلوبة، ولكن يجب أن تهتم بالأخلاق والإرادة الخيرة. يعتبر وصف كانط للتقدم الأخلاقي على أنه تحول في الميول نحو الوفاء بالواجب هو نسخة من العقيدة اللوثرية للتقديس.
2-          الفيلسوف السياسي جان جاك روسو: الذي أثر عقده الاجتماعي على وجهة نظر كانط حول القيمة الأساسية للبشر. يستشهد بوجمان أيضًا بالمناقشات الأخلاقية المعاصرة باعتبارها مؤثرة في تطوير أخلاقيات كانط. فقد فضل كانط العقلانية على التجريبية، مما يعني أنه ينظر إلى الأخلاق كشكل من أشكال المعرفة، وليس شيئًا يعتمد على الرغبة البشرية.
3-          القانون الطبيعي: ومن ثم الاعتقاد بأن القانون الأخلاقي تحدده الطبيعة.
4-          الحدس: وهو الاعتقاد بأن البشر لديهم وعي حدسي بالحقائق الأخلاقية الموضوعية.

## التأثير

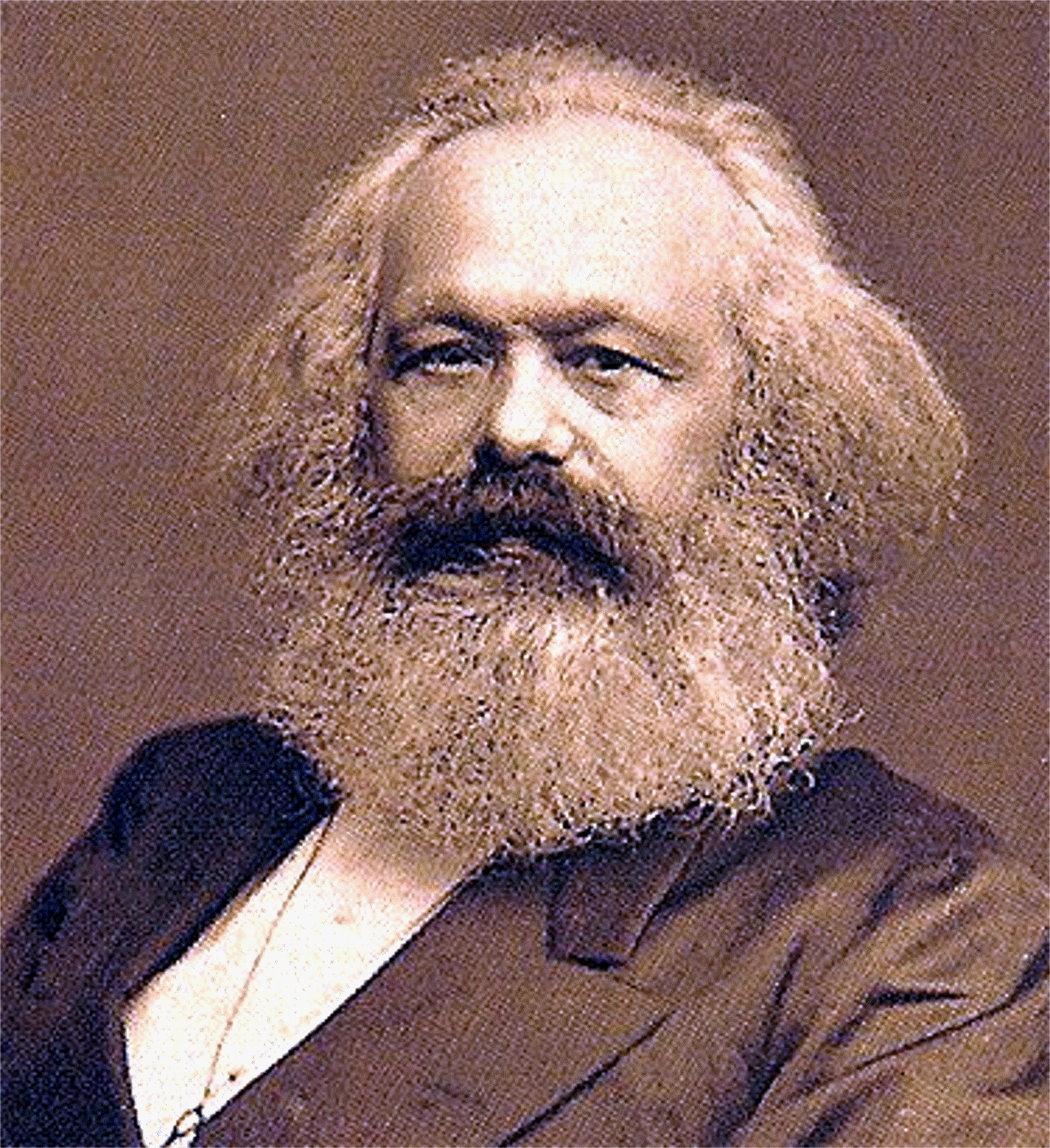
الفيلسوف الألماني كارل ماركس

### كارل ماركس
يعتقد فيليب ج.كين أنه على الرغم من رفض كارل ماركس للعديد من الأفكار والافتراضات الموجودة في كتابات كانط الأخلاقية، فإن وجهات نظره حول التعميم تشبه إلى حد كبير آراء كانط حول الضرورة القاطعة، كما أن مفهومه للحرية مشابه لمفهوم كانط للحرية. لقد تأثر ماركس أيضًا بكانط في نظريته عن المجتمع الشيوعي، والتي يعتمد أساسها على عامل تاريخي سيجعل من الممكن تحقيق الأخلاق.

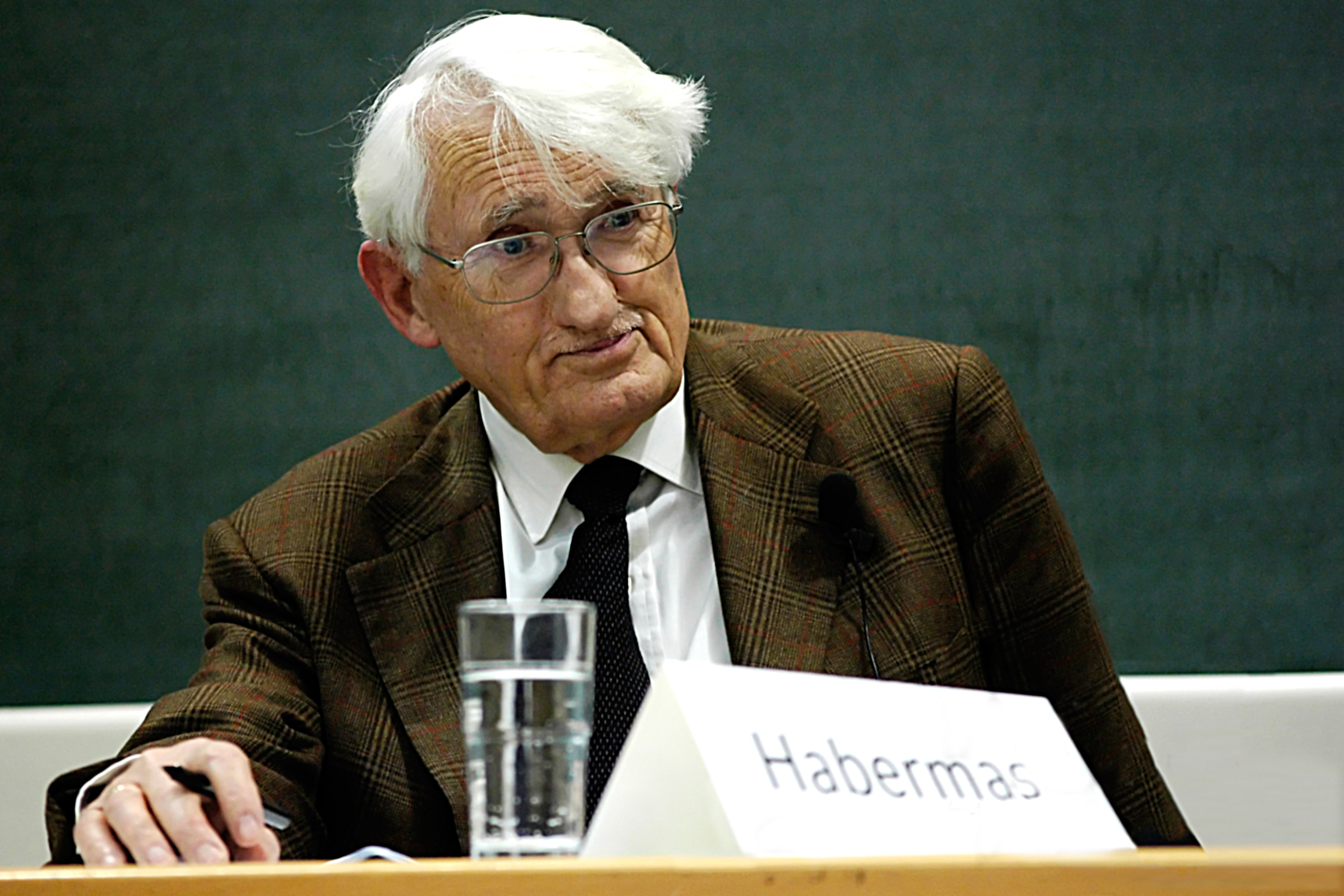
الفيلسوف الألماني يورجن هابرماس

### يورجن هابرماس
قدم الفيلسوف الألماني يورغن هابرماس نظرية أخلاقيات النقاش التي يدعي أنها منبثقة من الأخلاق الكانطية. يقترح أن الفعل يجب أن يستند إلى التواصل بين المعنيين، حيث تتم مناقشة اهتماماتهم، ونواياهم حتى يمكن فهمها من قبل الجميع. رافضا أي شكل من أشكال الإكراه، أو التلاعب، يعتقد هابرماس أن الاتفاق بين الأطراف أمر حاسم للتوصل إلى قرار أخلاقي. مثل الأخلاق الكانطية، فإن أخلاقيات النقاش أو الخطاب هي نظرية أخلاقية معرفية، من حيث أنها تفترض أن الصواب، أو الخطأ يمكن أن يعزى أي منهما إلى الافتراضات الأخلاقية. كما أنه يصيغ قاعدة يمكن من خلالها تحديد الأفعال الأخلاقية، ويقترح أن تكون الأفعال الأخلاقية قابلة للتعميم، بطريقة مماثلة لأخلاق كانط.
يجادل هابرماس في أن نظريته الأخلاقية هي تحسين لنظرية كانط، ويرفض الإطار الثنائي لأخلاقيات كانط. حيث ميز كانط بين عالم الظواهر، الذي يمكن أن يشعر به البشر ويختبرونه، والعالم الروحي، الذي يتعذر على البشر الوصول إليه. كانت هذه الثنائية ضرورية لكانط، لأنها يمكن أن تفسر استقلالية العامل البشري «على الرغم من أن الإنسان مرتبط بالعالم الظاهري، فإن أفعاله لا تكون حرة إلا في العالم المعقول». بالنسبة إلى هابرماس، تنشأ الأخلاق من النقاش أو الخطاب الذي أصبح ضروريًا بسبب عقلانيتهم واحتياجاتهم، وليس بدافع من حريتهم.

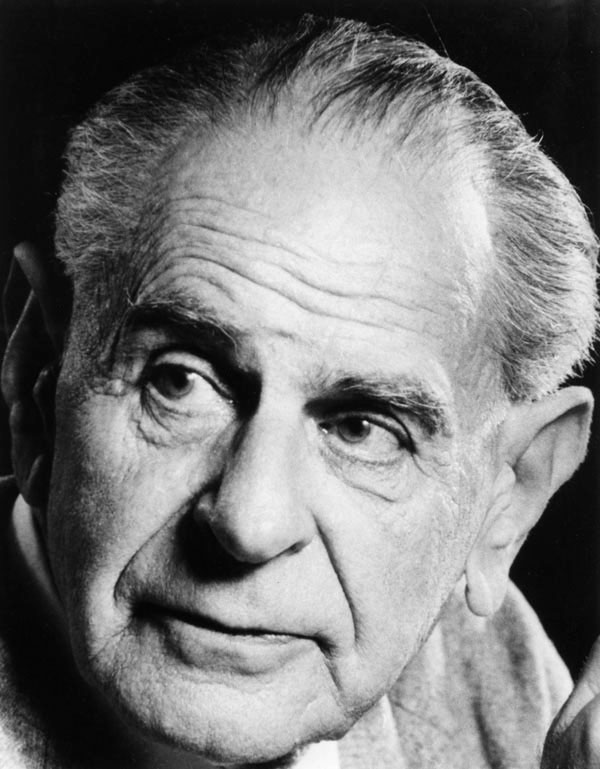
الفيلسوف النمساوي كارل بوبر

### كارل بوبر
قام كارل بوبر بتعديل أخلاقيات كانط، وركز على الأبعاد الذاتية لنظريته الأخلاقية. اعتقد بوبر مثل كانط أن الأخلاق لا يمكن استقائها من الطبيعة البشرية، وأن الفضيلة الأخلاقية لا تتطابق مع المصلحة الذاتية. تطرف بوبر بمفهوم كانط عن الاستقلالية، كما أزال عناصره الطبيعية، والنفسية. وجادل بأن الأمر القاطع لا يمكن تبريره من خلال الطبيعة العقلانية أو الدوافع البحتة. نظرًا لأن كانط افترض مسبقًا الشمولية والشرعية التي لا يمكن إثباتها، الأمر الذي جعل استنتاجه المتعالي يفشل في الأخلاق، كما في نظرية المعرفة.

الفيلسوف الأمريكي جون راولز

### جون راولز
تأثرت نظرية العقد الاجتماعي للفيلسوف السياسي جون راولز، التي قدمها في كتابه «نظرية العدالة» بأخلاقيات كانط.
جادل راولز بأن مجتمع العدالة سيكون عادلاً. لتحقيق تلك العدالة افترض راولز لحظة افتراضية سابقة لوجود المجتمع، حيث يتم ترتيب المجتمع: «هذا هو الموقف الأصلي. يجب أن يحدث هذا من وراء حجاب الجهل، حيث لا أحد يعرف ما هو موقعه في المجتمع، مما يمنع الناس من التحيز لمصالحهم الخاصة ويضمن لهم نتيجة عادلة.» تستند نظرية راولز للعدالة إلى الاعتقاد بأن الأفراد أحرار، ومتساوون، وأخلاقيون. لقد اعتبر جميع البشر على أنهم يمتلكون درجة معينة من المعقولية والعقلانية، والتي اعتبرها مكونات الأخلاق التي تؤهل أصحابها للعدالة المتساوية. رفض راولز الكثير من ثنائيات كانط، بحجة أن بنية الأخلاق الكانطية، بمجرد إعادة صياغتها، تكون أكثر وضوحًا بدونها، ووصف ذلك بأنه أحد أهداف نظرية العدالة.

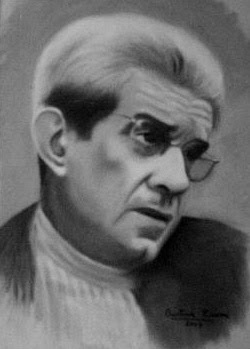
المحلل النفسي الفرنسي جاك لاكان

### جاك لاكان
ربط المحلل النفسي الفرنسي جاك لاكان التحليل النفسي بأخلاقيات كانط في أعماله "أخلاقيات التحليل النفسي، وكانط مع ساد، حيث قام بمقارنة كانط مع الماركيز دي ساد. جادل لاكان بأن مبدأ دي ساد عن المتعة المتمثل في السعي وراء المتعة، أو المتعة الجنسية مقبول أخلاقياً بمعايير كانط لأنه يمكن تعميمه. رأى لاكان أنه في حين قدم كانط حرية الإنسان على أنها ضرورية للقانون الأخلاقي، جادل الماركيز دي ساد بأن الحرية الإنسانية لا تتحقق بالكامل إلا من خلال مبدأ المتعة.

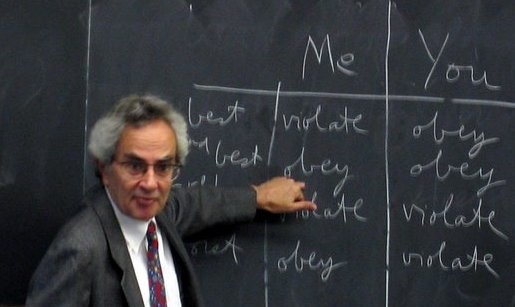
الفيلسوف الأمريكي توماس ناجل

### توماس ناجل
كان لتوماس ناجل تأثير كبير في المجالات المتعلقة بالفلسفة الأخلاقية والسياسية. تحت إشراف جون راولز، كان ناجل مؤيدًا منذ فترة طويلة للنهج الكانطي والعقلاني للفلسفة الأخلاقية. تم تقديم أفكاره المميزة لأول مرة في دراسة قصيرة نُشرت في عام 1970 بعنوان "إمكانية الإيثار''. يسعى هذا الكتاب من خلال التأمل في طبيعة التفكير العملي للكشف عن المبادئ الرسمية التي تكمن وراء العقل في الممارسة العملية، والمعتقدات العامة ذات الصلة حول الذات التي هي ضرورية لتكون تلك المبادئ قابلة للتطبيق علينا فعليًا.
يدافع ناجل عن نظرية الرغبة الدافعة حول دافع الفعل الأخلاقي. وفقًا لنظرية الرغبة الدافعة، عندما يكون الشخص مدفوعًا لفعل أخلاقي، فمن الصحيح حقًا أن مثل هذه الأفعال مدفوعة (مثل جميع الإجراءات المتعمدة) من خلال الاعتقاد والرغبة. لكن من المهم تصحيح العلاقات التبريرية، فعندما يقبل الشخص حكمًا أخلاقيًا، يكون بالضرورة لديه الدافع لهذا التصرف. لكن هذا هو السبب الذي يقوم بالعمل التبريري لتبرير كل من الفعل والرغبة. يقارن ناجل وجهة النظر هذه مع وجهة نظر منافسة تؤمن بأن الفاعل الأخلاقي لا يمكنه إلا أن يقبل أن لديه سببًا للتصرف إذا كانت الرغبة في تنفيذ الفعل لها مبرر مستقل. إن مبررا قائما على افتراض وجود التعاطف يمثل واحدا من هذا النوع.
إن أكثر الادعاءات إثارة للدهشة في الكتاب هو أن هناك توازيًا وثيقًا للغاية بين التفكير الاحترازي لمصالح الفرد، والأسباب الأخلاقية للعمل من أجل تعزيز مصالح شخص آخر. فعلى سبيل المثال؛ عندما يفكر المرء بحذر في  الأفكار المستقبلية التي ستكون لدى المرء، يسمح المرء للأفكار المستقبلية بتبرير تصرفه الحالي دون الرجوع إلى قوة رغباته الحالية. إذا دمر إعصار سيارة شخص ما في العام المقبل في تلك المرحلة، فسيريد من شركة التأمين الخاصة به أن تدفع له تكاليف استبدالها. فتلك هي فكرة مستقبلية تمنحه مبررًا «الآن» للحصول على تأمين. يجب ألا تكون قوة العقل رهينة لقوة الرغبات الحالية. يجادل ناجل بأن إنكار وجهة النظر الحكيمة هذه يعني أن المرء لا يؤمن حقًا بأن المرء هو كيان واحد يمثل نفس الشخص عبر الزمن، عن طريق تذويب الذات في مراحل شخصية متميزة.

### علماء الأخلاق الكانطية المعاصرون

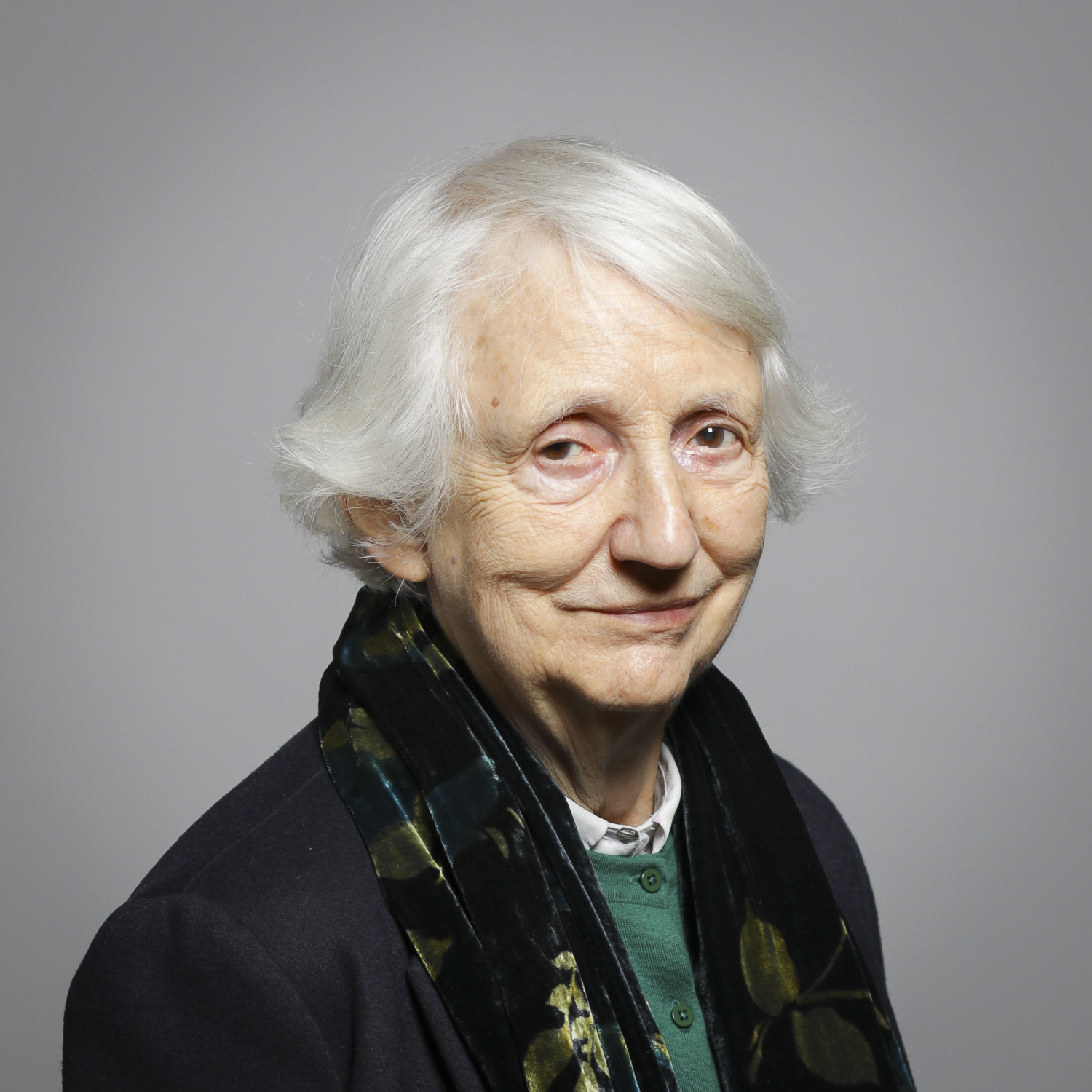
الفيلسوفة البريطانية أونورا أونيل

#### أونورا أونيل
تدعم الفيلسوفة البريطانية أونورا أونيل التي تتلمذت على يد جون راولز في جامعة هارفارد النهج الكانطي لقضايا العدالة الاجتماعية. تجادل أونورا أونيل بأن التفسير الكانطي الناجح للعدالة الاجتماعية يجب ألا يعتمد على أي افتراضات، أو أفكار مثالية غير مبررة، وتشير إلى أن الفلاسفة قد اتهموا كانط سابقًا بإضفاء المثالية على البشر ككائنات حرة الإرادة ومستقلة تماما، دون أي سياق اجتماعي، أو أهداف حياتية، وعلى الرغم من التأكيد على أن أخلاقيات كانط يمكن قراءتها من دون مثل هذه المثالية، تفضل أونورا أونيل مفهوم كانط للعقل العملي الذي هو متاح ليستخدمه البشر، بدلاً من اعتباره مبادئ مرتبطة بكل إنسان. إن تصور العقل كأداة لاتخاذ القرارات يعني أن الشيء الوحيد القادر على تقييد المبادئ التي نتبناها هو أنه يمكن تبنيها من قبل الجميع. إذا لم نستطع أن يتبنى الجميع مبدأً معينًا، فلا يمكننا أن نلتمس للأفراد أية أسباب لتبنيها. وفي سبيل استخدام العقل، والتفاهم مع الآخرين، يجب أن نرفض تلك المبادئ التي لا يمكن تبنيها عالميًا. بهذه الطريقة، توصلت أونورا أونيل إلى صياغة كانط لقابلية التعميم كقانون عالمي دون تبني وجهة نظر مثالية عن الاستقلالية البشرية. لا يتطلب نموذج قابلية التعميم هذا أن نتبنى جميع المبادئ القابلة للتعميم، ولكن فقط يمنعنا من تبني تلك التي ليست كذلك.
انطلاقا من هذا النموذج للأخلاق الكانطية، تبدأ أونورا أونيل في تطوير نظرية للعدالة تقضي بأن رفض بعض المبادئ، مثل الخداع، والإكراه، يوفر نقطة انطلاق للمفاهيم الأساسية للعدالة، والتي تفترض أنها أكثر تحديدًا للبشر من المبادئ الأكثر تجريدًا للمساواة أو الحرية. ومع ذلك، فقد أقرت بأن هذه المبادئ قد تبدو متطلبة بشكل مفرط: هناك العديد من الأفعال، والمؤسسات التي تعتمد بالفعل على مبادئ غير قابلة للتعميم.

#### مارسيا بارون
يتحدى الفيلسوف مايكل ستوكر في ورقة بحثية أجراها بعنوان «الانفصام في النظريات الأخلاقية الحديثة» الأخلاق الكانطية (وجميع النظريات الأخلاقية الحديثة) من خلال القول بأن الأفعال النابعة من الشعور بالواجب تفتقر إلى أية قيمة أخلاقية معينة. يعطي مثال سميث الذي يزور صديقه في المستشفى بدافع من الشعور بالواجب، وليس بسبب الصداقة؛ يجادل ستوكر بأن هذه الزيارة تبدو ناقصة أخلاقياً لأنها مدفوعة بالشيء الخطأ.
حاولت مارسيا بارون الدفاع عن الأخلاق الكانطية في هذه النقطة بعد تقديم عدد من الأسباب التي قد نجد أن التصرف خارج نطاق الواجب أمر مرفوض، تجادل بأن هذه المشاكل تنشأ فقط عندما يسيء الناس فهم واجبهم. إن التصرف الغير مدفوع بالواجب ليس خطأ في جوهره، ولكن يمكن أن تحدث عواقب غير أخلاقية عندما يسيء الناس فهم ما عليهم واجب القيام به. يجب ألا يُنظر إلى الواجب باعتباره شيء جامد، منفصل عن الشخص، فقد يكون من واجب المرء تنمية شخصيته، أو تحسين علاقاته الشخصية. تجادل مارسيا بارون كذلك بأن الواجب يجب أن يفسر باعتباره دافع ثانوي؛ أي أنه دافع ينظم، ويضع شروطًا لما يمكن القيام به، بدلاً من الحض على أفعال محددة. ترى مارسيا بارون بأن الواجب، من هذا المنظور، لا يكشف عن نقص في ميول الفرد الطبيعية لذلك الفعل، ولا يقوض الدوافع والمشاعر الضرورية للصداقة. بالنسبة لمارسيا بارون، كونك محكومًا بالواجب لا يعني أن الواجب هو دائمًا الدافع الأساسي للفعل؛ بل أن اعتبارات الواجب تكون دائما من العوامل الموجهة للفعل. يجب على الوكيل الأخلاقي المسؤول أن يهتم بالمسائل الأخلاقية مثل تساؤلات اللشخصية. يجب أن يوجه هؤلاء الوكلاء الأخلاقيين الواجب أفعال هؤلاء الوكلاء الأخلاقيين.

## نقد الأخلاق الكانطية

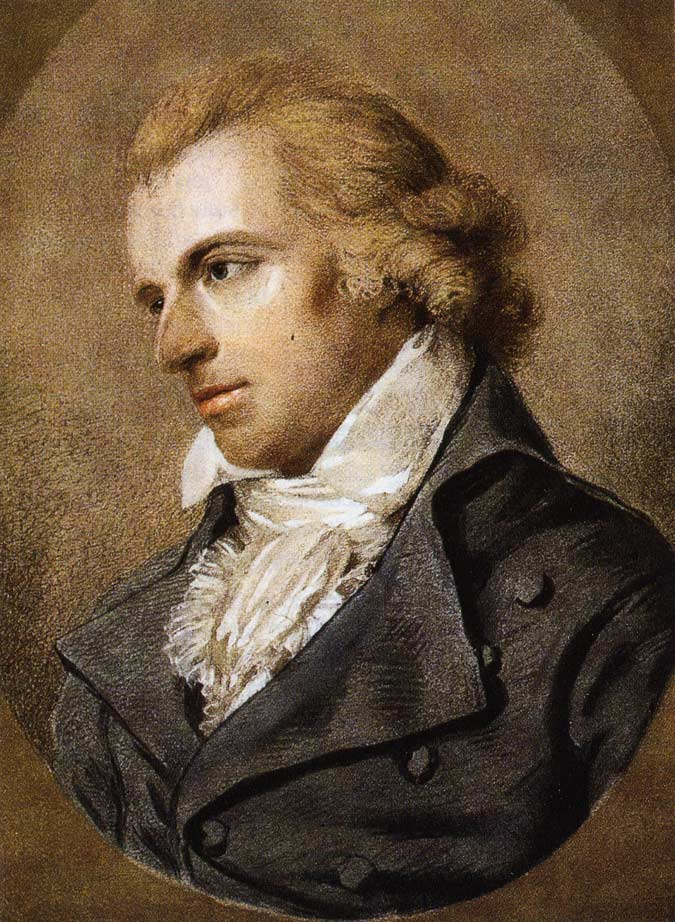
الفيلسوف والشاعر والمؤرخ الألماني فريدريك شيلر

### فريدريش شيلر
قدر الشاعر والفيلسوف الألماني فريدريك شيلر كانط لإرجاعه مصدر الأخلاق إلى عقل الشخص بدلاً من الله، إلا أنه انتقد أيضًا كانط لأنه لم يوضح مفهوم الاستقلالية بما فيه الكفاية، حيث رأى شيلر أن القيود الداخلية للعقل من شأنها أيضًا أن تسلب استقلالية الشخص عن طريق الذهاب ضد الذات الحسية. قدم شيلر مفهوم «الروح الجميلة» حيث تكون العناصر العقلانية، وغير العقلانية داخل الشخص متناغمة بحيث يمكن قيادة الشخص بالكامل من خلال حساسيته وميوله. ويعبر مفهوم «الفضيلة» عن مظهر هذا الانسجام. ومع ذلك، ونظرًا لأن البشر ليسوا فضلاء بطبيعتهم، فإن ممارسة السيطرة على الميول، والرغبات، من خلال القوة الأخلاقية هي التي يظهر بها الشخص «الكرامة». يتمثل نقد شيلر الأساسي والضمني لكانط  في أن الأخير قد رأى الكرامة فقط بينما يتم تجاهل الفضيلة.
رد كانط على شيلر في حاشية كتابه «الدين ضمن حدود العقل المجرد». في حين أنه يعترف بأن مفهوم الواجب لا يمكن ربطه إلا بالكرامة، فإن الفضيلة مسموح بها أيضًا من قبل الفرد الفاضل وهو يحاول تلبية متطلبات الحياة الأخلاقية بشجاعة وببهجة.

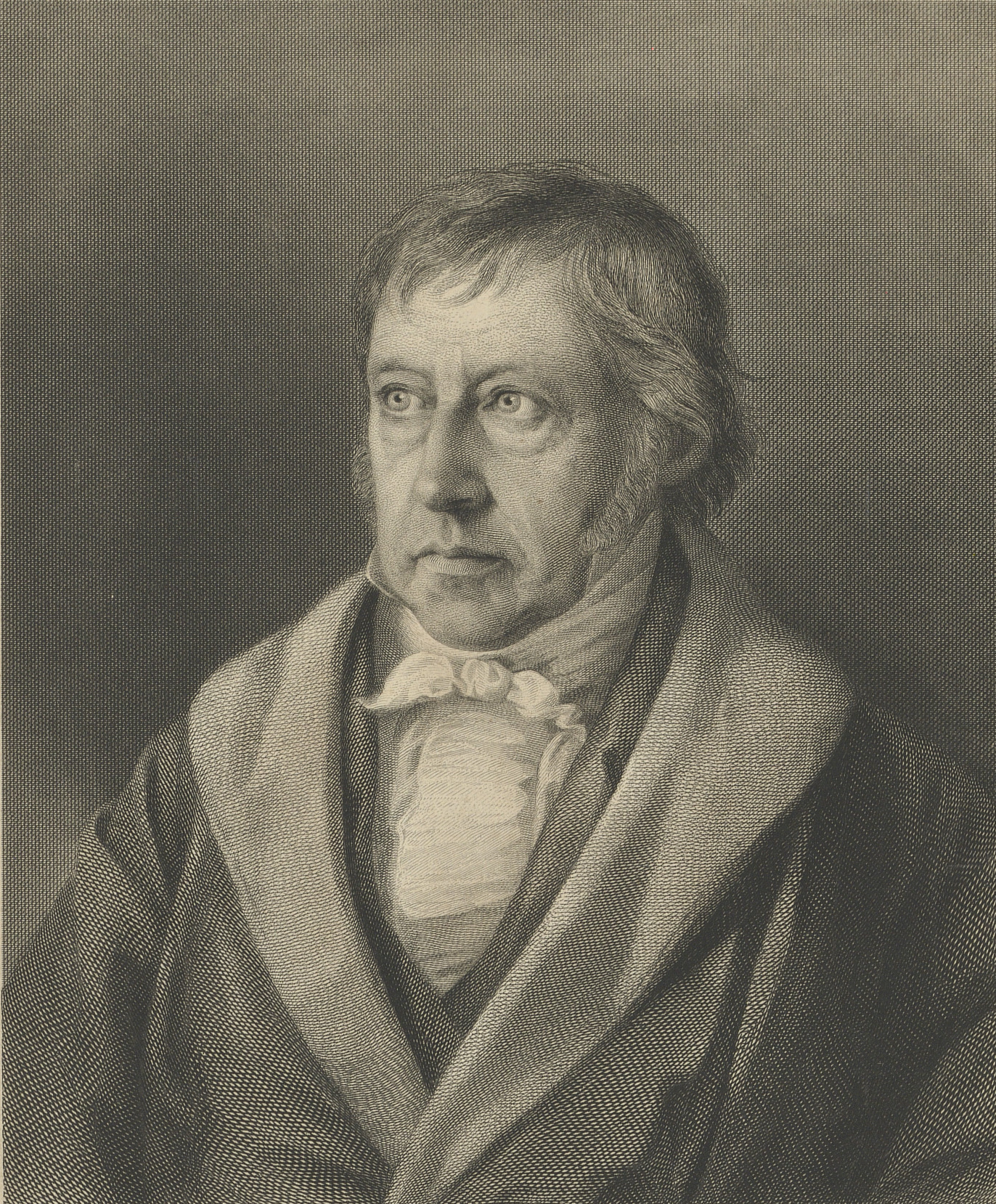
الفيلسوف الألماني جورج فيلهلم فريدريش هيجل

### جورج فيلهلم فريدريش هيجل
قدم الفيلسوف الألماني جورج فيلهلم فريدريش هيجل انتقادين رئيسيين للأخلاق الكانطية. لقد جادل أولاً بأن الأخلاق الكانطية لا تقدم معلومات محددة حول ما يجب على الناس فعله، لأن قانون كانط الأخلاقي هو فقط مبدأ عدم التناقض.[2] أي أن أخلاق كانط تفتقر إلى أي محتوى وبالتالي لا يمكن أن تشكل مبدأ أعلى للأخلاق. لتوضيح هذه النقطة، قدم هيجل وأتباعه عددًا من الحالات التي لا تقدم فيها صيغة قابلية التعميم لكانط إجابات ذات معنى، أو تعطي إجابات خاطئة بشكل واضح. استخدم هيجل مثال كانط في الثقة بأموال رجل آخر ليقول إن صيغة كانط لقانون قابلية التعميم لا يمكنها تحديد ما إذا كان النظام الاجتماعي للملكية أمرً جيدً أخلاقياً، أم لا، لأن أي من الجوابين يمكن أن ينطوي على تناقضات. كما استخدم مثال مساعدة الفقراء، فإذا ساعد الجميع الفقراء، فلن يتبقى فقراء محتاجين للمساعدة، لذا سيكون الإحسان مستحيلًا إذا تم تعميمه، مما يجعله غير أخلاقي وفقًا لنموذج كانط.
كان نقد هيجل الثاني هو أن أخلاق كانط تجبر البشر على خوض صراع داخلي بين العقل، والرغبة. وبالنسبة لهيجل، فمن غير الطبيعي أن يقمع البشر رغباتهم ويخضعونها للعقل. هذا يعني أنه ما لم تتم معالجة التناقض بين المصلحة الذاتية، والأخلاق، فإن أخلاق كانط لا يمكن أن تعطي البشر أية دوافع كي يكونوا أخلاقيين.

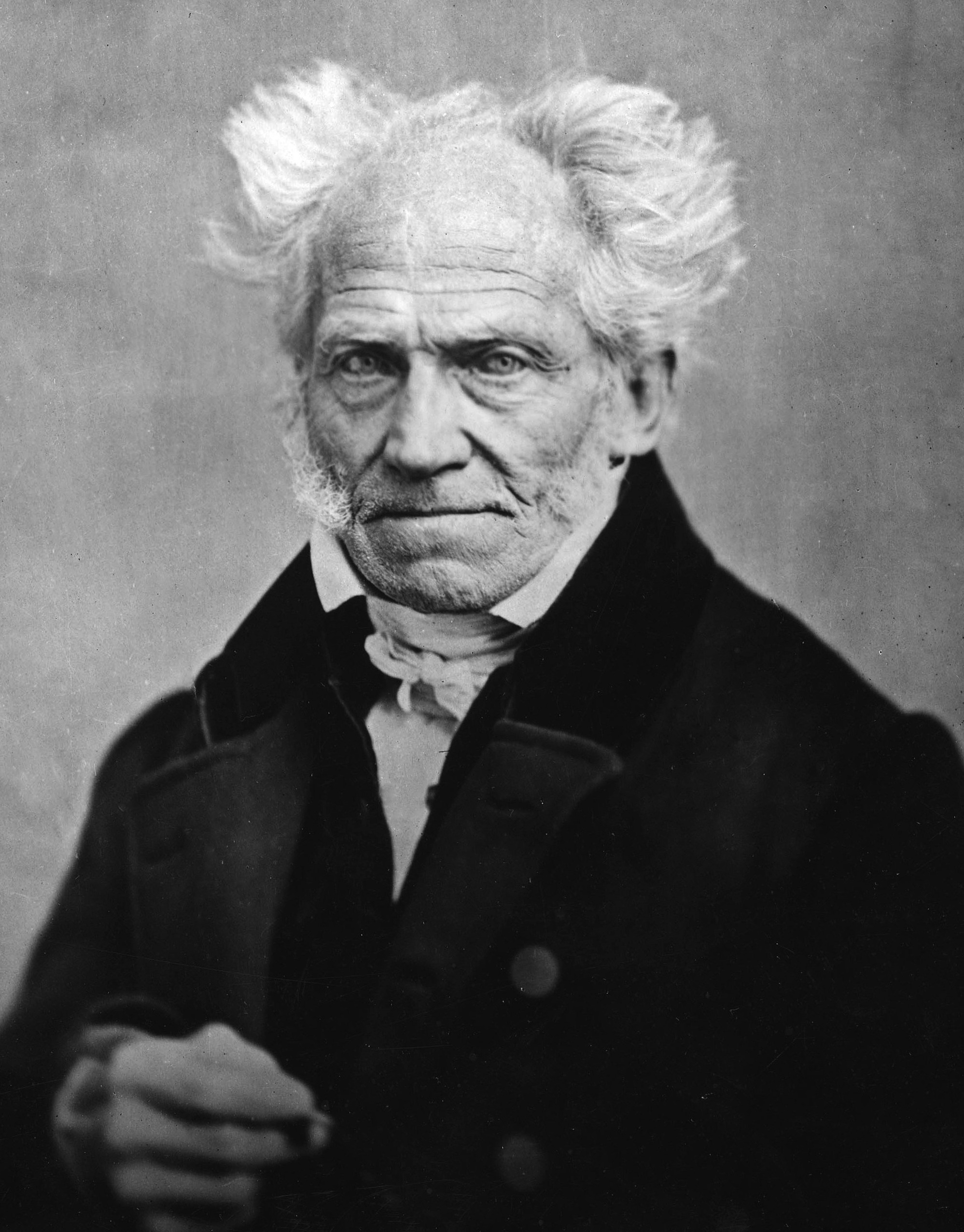
الفيلسوف الألماني أرثور شوبنهاور

### آرثور شوبنهاور
انتقد الفيلسوف الألماني آرثور شوبنهاور اعتقاد كانط بأن الأخلاق يجب أن تهتم بما ينبغي فعله، وأصر على أن نطاق الأخلاق يجب أن يكون لمحاولة شرح، وتفسير ما يحدث بالفعل. وفي حين قدم كانط نسخة مثالية لما يجب القيام به في عالم مثالي، جادل شوبنهاور بأن الأخلاق يجب أن تكون عملية بدلاً من ذلك، وتهدف للتوصل إلى استنتاجات مطابقة لما يحدث في العالم الحقيقي، وقادرة على تقديم حلول لمشكلات العالم. قام شوبنهاور بالتوازي مع علم الجمال، بحجة أنه في كلتا الحالتين، فإن القواعد الإلزامية ليست هي الجزء الأكثر أهمية في الانضباط. ولأنه كان يعتقد أن الفضيلة لا يمكن تعلمها - فالشخص إما فاضل، أو غير فاضل – ومن ثم يكون الدور المناسب للأخلاق هو تقييد، وتوجيه سلوك الناس، بدلاً من تقديم قوانين قابلة للتعميم لا يمكن بلوغها مطلقا.

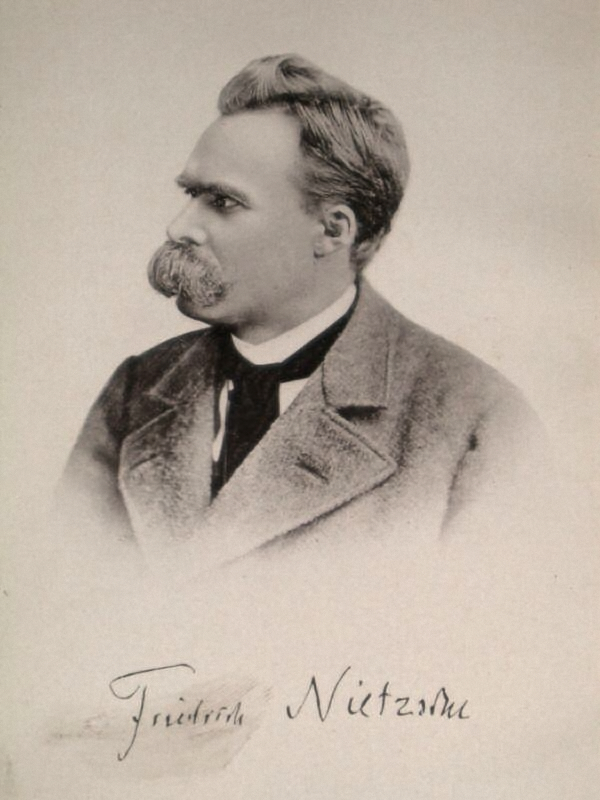
الفيلسوف الألماني فريدريك نيشته

### فريدريك نيتشه
انتقد الفيلسوف الألماني فريدريك نيتشه جميع النظم الأخلاقية المعاصرة، مع التركيز بشكل خاص على الأخلاق المسيحية، والكانطية. لقد جادل بأن جميع الأنظمة الأخلاقية الحديثة تشترك في خاصيتين إشكاليتين: أولاً، تقدم ادعاءا ميتافيزيقيا حول الطبيعة البشرية، والذي يجب قبوله كي يكون للنظام أي قوى معيارية. وثانيًا، يخدم النظام مصالح بعض الأشخاص غالبًا على حساب مصالح الآخرين.
رفض نيتشه المكونات الأساسية لأخلاق كانط، ولا سيما حجته بأن الأخلاق، والله، والفسق، يمكن تبينها من خلال العقل. كما شكك نيتشه في إمكانية استخدام الحدس الأخلاقي، الذي استخدمه كانط كأساس لنظريته الأخلاقية، بحجة أنه لا يملك سلطة معيارية على الأخلاق. حاول نيتشه كذلك تقويض المفاهيم الأساسية في علم النفس الأخلاقي لكانط، مثل الإرادة، والعقل المجرد. طور نيتشه مفهوم الاستقلالية مثل كانط، إلا أنه رفض فكرة كانط بأن تقييم استقلاليتنا يتطلب منا احترام استقلالية الآخرين. إن القراءة الطبيعية لعلم النفس الأخلاقي لنيتشه تتعارض مع مفهوم كانط للعقل والرغبة، ففي ظل النموذج الكانطي، يعد العقل دافعًا مختلفًا جوهريًا للرغبة لأنه يمتلك القدرة على التراجع عن الموقف واتخاذ قرار مستقل. بينما يتصور نيتشه الذات كهيكل اجتماعي لجميع دوافعنا ومحركاتنا المختلفة؛ لذا فعندما يبدو أن عقلنا قد اتخذ قرارًا ضد دوافعنا، فهذا يعني في الواقع أن محرك قد تغلب على الآخر. ويتناقض هذا بشكل مباشر مع وجهة نظر كانط التي افترض أن العقل هو نقيض الغريزة. بل هو محض غريزة أخرى. وبالتالي لا يوجد شخص لديه القدرة على التراجع واتخاذ القرار، وإنما يتحدد القرار الذي يصنعه بنفسه ببساطة بناءًا على أقوى الدوافع لديه. جادل المنظرون الكانطيون بأن فلسفة نيتشه العملية تتطلب وجود ذات قادرة على التراجع في المعنى الكانطي لكي يخلق الفرد قيمًا خاصة به، وهي فكرة أساسية في فلسفة نيتشه، فيجب أن يكون الفرد قادرًا على تصور نفسه كعامل موحد، حتى إذا تأثر بدوافعه، فعليه أن يعتبرها ملكًا له، مما يقوض مفهوم نيتشه عن الاستقلالية.

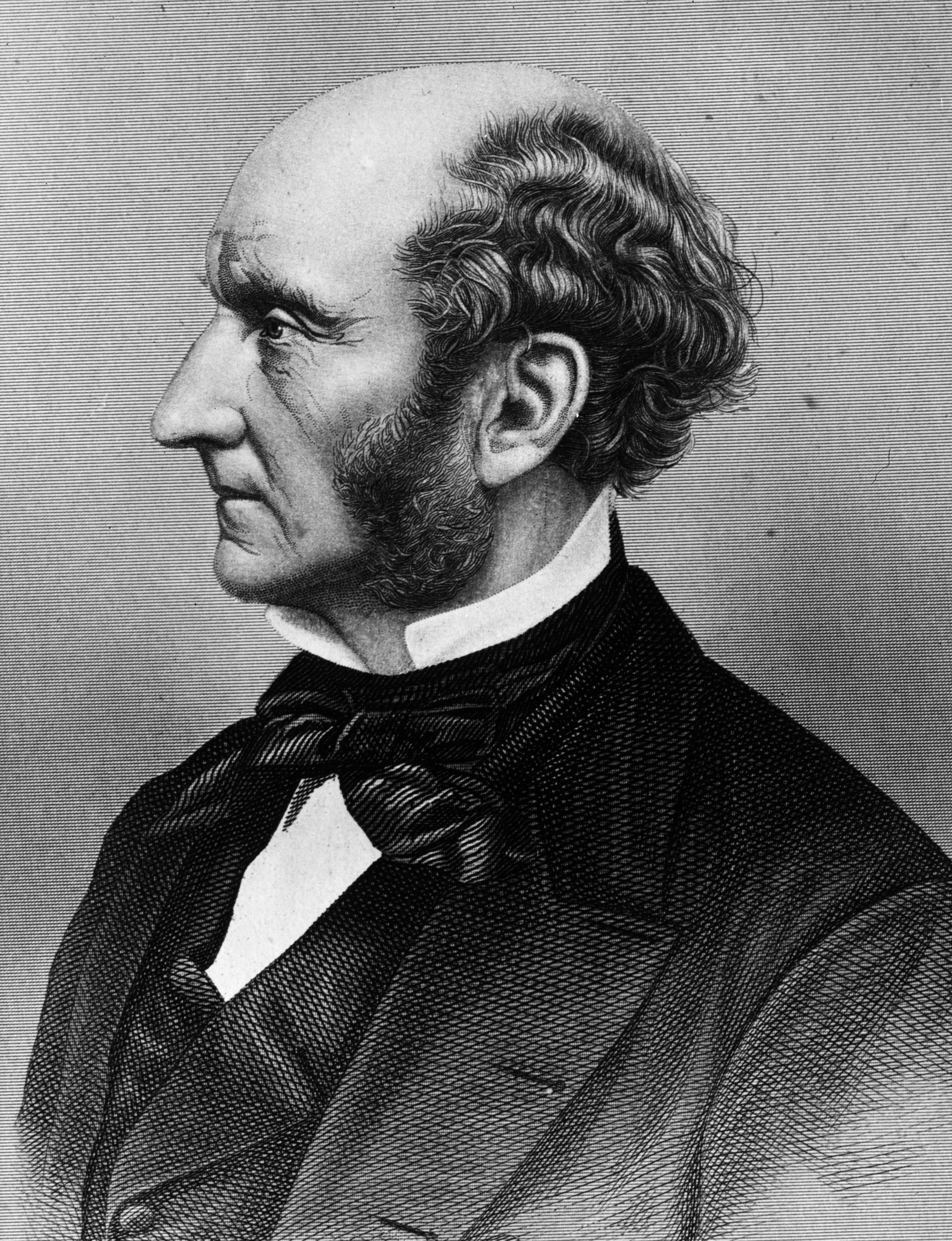
الفيلسوف الإنجليزي جون ستيوارت ميل

### جون ستيوارت ميل
ينتقد الفيلسوف النفعي جون ستيوارت ميل كانط لعدم إدراكه أن القوانين الأخلاقية مبررة من خلال حدس أخلاقي قائم على المبادئ النفعية (يجب البحث عن أكبر فائدة لأكبر عدد). فقد رأى ميل بأن أخلاقيات كانط لا يمكنها تفسير سبب خطأ بعض الأفعال دون اللجوء إلى النفعية كأساس للأخلاق، اعتقد ميل بامتلاك مبدأ المنفعة لأساس حدسي أقوى من اعتماد كانط على العقل، ويمكنه أن يفسر بشكل أفضل سبب صواب أو خطأ أفعال معينة.

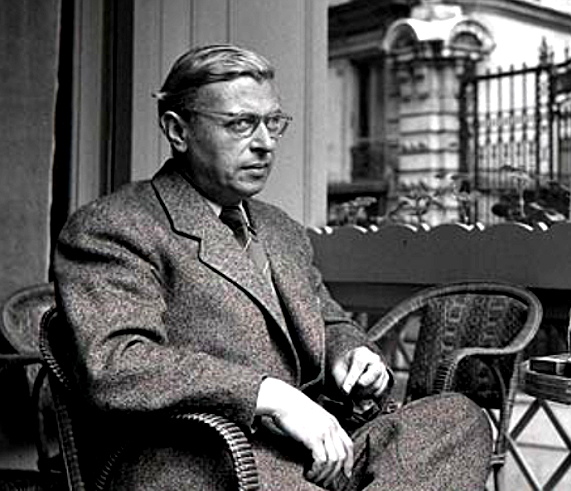
الفيلسوف الفرنسي جان بول سارتر

### جان بول سارتر
رفض جان بول سارتر الفكرة الكانطية المركزية القائلة بأن الفعل الأخلاقي يتألف من إطاعة المبادئ التي يمكن معرفتها بشكل تجريدي والتي تكون صحيحة بشكل مستقل عن الموقف، أي مستقلة عن الزمان، والمكان، والسياق التاريخي، والاجتماعي، والسياسي. وهو يعتقد أنه على الرغم من أن الإمكانية، ومن ثم قابلة للتعميم، هي مكون ضروري للفعل، فإن أية نظرية أخلاقية تتجاهل أو تنكر النمط الفريد لوجود الأشخاص، أو لظروفهم ستدحض نفسها بنفسها.

### ميشيل فوكو

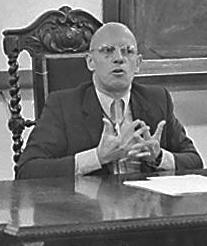
الفيلسوف الفرنسي ميشيل فوكو

على الرغم من أن ميشيل فوكو كان يعتبر نفسه منحدرًا من ذات مدرسة الفلسفة النقدية التي وضعها كانط، إلا أنه رفض محاولة كانط لوضع جميع الحالات، والقيود العقلانية في نفس السياق.

### أخلاقيات الفضيلة
تعد أخلاقيات الفضيلة شكلًا من أشكال النظرية الأخلاقية التي تؤكد على شخصية الفاعل، بدلاً من الأفعال المحددة؛ انتقد العديد من مؤيديها نهج كانط الأخلاقي. فمثلاً؛ انتقدت إليزابيث أنسكوم النظريات الأخلاقية الحديثة، بما في ذلك الأخلاق الكانطية، بسبب هوسها بالحتمية، والالتزام. بالإضافة إلى الجدل بأن النظريات التي تعتمد على قانون أخلاقي قابل للتعميم بشكل عالمي اعتبرتها إليزابيث جامدة للغاية، فاقترح أنه نظرًا لأن القانون الأخلاقي يشير إلى المشرع الأخلاقي، فإنها تصبح غير صالحة في المجتمع العلماني الحديث.
وينتقد ألاسدير ماكنتاير في كتابه بعنوان «بعد الفضيلة» صياغة كانط لقابلية التعميم، بحجة أن العديد من المبادئ التافهة، وغير الأخلاقية يمكن أن تجتاز الاختبار قابلية التعميم هذا، مثل القول بمبدأ «حافظ على جميع وعودك طوال حياتك باستثناء واحدة»، كما أنها تتحدى صياغة كانط للإنسانية كغاية في حد ذاتها من خلال القول بأن كانط لم يقدم أي سبب لمعاملة الآخرين كوسائل، إن المبدأ القائل «دع كل شخص ما عدا أنا يعامل كوسيلة»، رغم أنه يبدو غير أخلاقي، فأنه من الممكن تعميمه.
يجادل برنارد ويليامز بأنه من خلال تجريد الأشخاص من السمات الشخصية، فإن كانط يشوه الأشخاص والأخلاق.
وقد حددت فيليبا فوت كانط كواحد من مجموعة مختارة من الفلاسفة المسؤولين عن إهمال الفضيلة في الفلسفة التحليلية.

### الأخلاق المسيحية
اعتبر القس الروماني الكاثوليكي سيرفيه بينكايرز أن الأخلاق المسيحية أقرب إلى أخلاقيات الفضيلة لأرسطو من أخلاق كانط، وقدم أخلاقيات الفضيلة على أنها حرية التميز، التي هي حرية التصرف وفقًا للطبيعة لتنمية فضائل الفرد. في البداية، يتطلب هذا اتباع القواعد - ولكن الهدف من وراء من ذلك هو أن يتطور الفاعل بشكل واضح، إلى أن يعتبر الأفعال الأخلاقية بمثابة متعة. يتناقض هذا مع حرية الانصراف التي ينسبها بينكايرز لويليام أوكام، وفقًا لوجهة النظر هذه، يمكن اعتبار الحرية ضد الطبيعة، فالأفعال الحرة هي تلك التي لا تحددها المشاعر أو العواطف؛ ومن ثم لا ينتج عنها تطور، أو تقدم في فضيلة الفاعل، فقط تكوين العادات. وهذا أقرب إلى وجهة نظر كانط للأخلاق، لأن مفهوم كانط للاستقلالية يتطلب أن الفاعل لا يسترشد فقط بمشاعره، بل يتم وضعه على النقيض من مفهوم بينكايرز للأخلاق المسيحية.

### الاستقلالية
اقترح عدد من الفلاسفة (بما في ذلك إليزابيث أنسكوم، وجان بيثكي إلشتين، وسيرفايس بينكايرز، وأيريس مردوك، وكيفن نايت) أن المفهوم الكانطي للأخلاق المتجذر في الاستقلالية متناقض في صراعه المزدوج ما بين اعتبار البشر مشرعين يشاركون في تأسيس الأخلاق، وبين اعتبار الأخلاق أمرا بديهيا. ويجادلون بأنه إذا كان هناك شيء ما بديهيًا قابلا للتعميم (أي أنه موجود قبل التجربة دون تغيير)، فلا يمكن أيضًا أن يعتمد جزئيًا على البشر الذين لم يكونوا موجودين منذ الأزل. ومن ناحية أخرى، إذا كان البشر هم حقًا من يشرع الأخلاق، فلن يكونوا ملزمين بها بشكل موضوعي، لأنهم دائمًا أحرار في تغييرها.
يبدو أن هذا الاعتراض يستند إلى سوء فهم لآراء كانط منذ أن جادل كانط بأن الأخلاق تعتمد على مفهوم الإرادة العقلانية (والمفهوم المرتبط بالحتمية القاطعة، حتمية يجب أن يفعلها أي كائن عقلاني بالضرورة لنفسه). إنه لا يعتمد على السمات العرضية لإرادة أي كائن، ولا على إرادة الإنسان على وجه الخصوص، لذلك لا يوجد أي معنى لأن يجعل كانط الأخلاق «معتمدة» على أي شيء لم يكن موجودًا دائمًا. علاوة على ذلك، فإن المعنى الذي تخضع به إرادتنا للقانون هو بالتحديد أنه إذا كانت إراداتنا عقلانية، فيجب علينا القيام بذلك بطريقة تشبه القانون. وهذا يعني أنه يجب علينا وفقًا للأحكام الأخلاقية التي نطبقها على جميع الكائنات العقلانية، بما في ذلك أنفسنا. يمكن فهم ذلك بسهولة أكبر من خلال تحليل مصطلح «الاستقلالية» أو "Autonomy" في جذوره اليونانية التي تتكون من شقين: auto والتي تعني ذاتي، و nomosبمعنى حكم أو قانون. أي أن الإرادة المستقلة وفقًا لكانط، ليست مجرد إرادة تتبع رغبتها الخاصة، بل رغباتها المشروعة التي تتوافق مع مبدأ القابلية للتعميم الذي يشترطه كانط أيضًا مع العقل. ومن المفارقات أيضا، أن الرغبة وفقًا لسبب غير قابل للتغيير هي بالضبط نوع القدرة التي تنسبها إلشتين إلى الله كأساس لسلطته الأخلاقية، وهي نسخة طوعية أدنى من نظرية الأمر الإلهي، والتي من شأنها أن تجعل الأخلاق هي سلطة الله. كما يرى أونيل إن نظرية كانط هي نسخة من النظرة الأولى وليست الثانية للاستقلالية، لذلك لا الله، ولا أي سلطة بشرية، بما في ذلك المؤسسات البشرية الطارئة تلعب أي دور رسمي فريد في نظريته الأخلاقية. يتفق كل من كانط وإلشتين على أن الله ليس لديه خيار سوى مطابقة إرادته مع حقائق العقل الثابتة، بما في ذلك الحقائق الأخلاقية. يمتلك البشر أيضًا مثل هذا الاختيار، ولكن بخلاف ذلك، فإن علاقتهم بالأخلاق هي نفسها علاقة الله، حيث يمكنهم التعرف على الحقائق الأخلاقية، لكنهم لا يحددون محتواها من خلال أفعال الإرادة الطارئة.

## التطبيق

### في أخلاقيات مهنة الطب
يعتقد كانط أن القدرة المشتركة للبشر على التفكير العقلاني يجب أن تكون هي أساس الأخلاق، وأن القدرة على التفكير هي التي تجعل البشر مهمين أخلاقياً. لذا فقد كان يعتقد أن جميع البشر يجب أن يتمتعوا بالحق في الكرامة والاحترام المشتركين.[80] تعتقد مارجريت ل. إيتون أنه وفقًا لأخلاقيات كانط، يجب أن يكون الشخص الذي يمارس مهنة الطب سعيدًا باستخدام ممارساته الخاصة على يد، وبواسطة أي شخص، حتى لو كان المريض هو نفسه. على سبيل المثال، يجب أن يكون الباحث الذي يرغب في إجراء اختبارات على المرضى دون علمهم سعيدًا لقيام جميع الباحثين بذلك. كما تجادل بأن مطلب كانط للاستقلالية يعني أن المريض يجب أن يكون قادرًا على اتخاذ قرار مستنير بشأن العلاج، مما يجعل إجراء اختبارات على المرضى من دون علمهم أمرًا غير أخلاقي. يجب أن يكون الدافع وراء البحث الطبي هو احترام المريض، لذلك يجب إبلاغهم بجميع الحقائق، حتى لو كان من المحتمل أن يؤدي ذلك إلى رفض المريض لتلك الاختبارات.
جادل جيريمي شوجرمان كذلك بأن صياغة كانط للاستقلالية تتطلب عدم استخدام المرضى في إجراء التجارب لمجرد منفعة المجتمع، ولكن يتم التعامل معهم دائمًا كأشخاص عقلانيين لديهم أهدافهم الخاصة. يلاحظ آرون إي هينكلي أن التفسير الكانطي للاستقلالية يتطلب احترام الخيارات التي يتم التوصل إليها بعقلانية، وليست الخيارات التي يتم التوصل إليها بوسائل خاصة، أو غير عقلانية، ويرى أنه قد يكون هناك بعض الاختلاف بين ما سيختاره العامل العقلاني المحض، وما يختاره المريض بالفعل، والفرق هو نتيجة للخصوصيات غير العقلانية. وعلى الرغم من أنه يجب على الطبيب الكانطي عدم الكذب على المريض، أو إجباره، يقترح هينكلي أن بعض أشكال الأفعال الأبوية (مثل حجب المعلومات التي قد تؤدي إلى استجابة غير عقلانية) يمكن أن تكون مقبولة.

### الإجهاض
تجادل سوزان فيلدمان حول كيف يجب أن تعالج الأخلاق الكانطية مسألة الحمل والإجهاض، بأنه ينبغي الدفاع عن الإجهاض وفقًا للأخلاق الكانطية. وتقترح أنه يجب معاملة المرأة كشخص يتمتع بالاحترام والاستقلالية، وتمتلك السيطرة الكاملة على جسدها كما اقترح كانط. إنها تعتقد أن الاختيار الحر للمرأة سيكون له أهمية قصوى في الأخلاق الكانطية، حيث ينبغي أن يكون الإجهاض أن يكون هو قرار الأم.
أشار دين هاريس إلى أنه إذا كانت الأخلاق الكانطية ستُستخدم في مناقشة الإجهاض، فيجب تحديد ما إذا كان الجنين شخصًا مستقلاً، أم لا. يجادل عالم الأخلاق الكانطي كارل كوهين بأن إمكانية أن تكون عقلانيًا، فتلك هي الوسيلة المناسبة للتمييز بين البشر والأشياء غير الحية، أو الحيوانات غير العقلانية. ويعتقد كوهين أنه حتى عندما يكون البشر غير عقلانيين بسبب العمر (مثل الأطفال أو الأجنة) أو الإعاقة الذهنية، فإن الوكلاء (مثل الأم التي تسعى إلى الإجهاض) لا يزالوا ملزمين أخلاقياً بمعاملتهم كغاية في حد ذاتها، تماما مثل البالغين العقلانيين.

### الأخلاقيات الجنسية
رأى كانط أن البشر يخضعون للرغبات الحيوانية للحفاظ على الذات، والحفاظ على الأنواع، والحفاظ على المتعة. وجادل بأن على البشر واجب تجنب المبادئ التي تضر، أو تحط من قدر أنفسهم، بما في ذلك الانتحار، والانحلال الجنسي، والسكر. دفع هذا كانط إلى اعتبار الجماع الجنسي فعلا مهينًا لأنه يجعل الإنسان أداة للمتعة. اعترف كانط بممارسة الجنس فقط في إطار الزواج الذي اعتبره «مجرد اتحاد حيواني». كان يعتقد أن الاستمناء أسوأ من الانتحار، وأنه يقلل من مكانة الشخص إلى ما دون مستوى الحيوان؛ وجادل بأن الاغتصاب يجب أن يعاقب مرتكبيه بالإخصاء وأن البهيمية (ممارسة الجنس مع الحيوان) فعل يتطلب النبذ من المجتمع.

### الإباحية وتجارة الجنس
جادلت الفيلسوفة النسوية كاثرين ماكينون بأن العديد من الممارسات المعاصرة ستُعتبر غير أخلاقية وفقًا لمعايير كانط لأنها تجرد المرأة من إنسانيتها. وتقول إن التحرش الجنسي، والدعارة، والمواد الإباحية، تجعل النساء أدوات، ولا يلبين معيار كانط للاستقلالية البشرية. تم انتقاد الجنس التجاري لتحويله كلا الطرفين إلى أشياء (وبالتالي استخدامه كوسيلة لتحقيق غاية)، كما تعتبر الموافقة المتبادلة مشكلة لأنه في الموافقة، يختار الناس تشييء أنفسهم.
لاحظ آلان سوبل أن علماء الأخلاق الكانطية الأكثر ليبرالية يعتقدون أنه، اعتمادًا على عوامل سياقية أخرى، يمكن لموافقة النساء إثبات مشاركتهن في المواد الإباحية والبغاء.

### أخلاقيات الحيوان
نظرًا لأن كانط رأى العقلانية كأساس لكونك مريضًا أخلاقيًا، اعتبارًا أخلاقيًا واجبًا، فقد اعتقد أن الحيوانات ليس لها حقوق أخلاقية. أي أن الحيوانات ليست عقلانية وفقًا لمفهوم، وبالتالي لا يمكن للمرء أن يتصرف بشكل غير أخلاقي تجاهها. على الرغم من أنه لم يعتقد أن لدينا أي واجبات تجاه الحيوانات، إلا أن كانط يعتقد أنه من الخطأ القسوة عليها لأن سلوكنا قد يؤثر على مواقفنا تجاه البشر، لأننا إذا اعتدنا على إيذاء الحيوانات، فمن المرجح أن نرى إيذاء البشر بالمثل أمرًا مقبولًا.
رفض عالم الأخلاق توم ريجان تقييم كانط للقيمة الأخلاقية للحيوانات في ثلاث نقاط رئيسية:
أولاً، رفض ادعاء كانط بأن الحيوانات ليست واعية بذاتها. ثانيًا، طعن في ادعاء كانط بأن الحيوانات ليس لها قيمة أخلاقية جوهرية لأنها لا تستطيع إصدار حكم أخلاقي. جادل ريجان أنه إذا كانت القيمة الأخلاقية للكائن تحددها قدرته على إصدار حكم أخلاقي، فيجب علينا أن نعتبر البشر غير القادرين على التفكير الأخلاقي على أنهم لا يستحقون ان يعاملوا وفقًا لاعتبارات أخلاقية. جادل ريجان أخيرًا بأن تأكيد كانط على أن الحيوانات موجودة فقط كوسيلة لتحقيق غاية غير مدعوم، حيث تشير حقيقة أن الحيوانات لديها حياة يمكن أن تسير بشكل جيد أو سيئ إلى أنها مثل البشر لها غاياتها الخاصة.
أعادت كريستين كورسجارد تفسير النظرية الكانطية لتقول إن حقوق الحيوان متضمنة في مبادئه الأخلاقية.

### الكذب
يعتقد كانط أن الحتمية القاطعة تزودنا بمبدأ مفاده أنه لا ينبغي أن نكذب في أي ظرف من الظروف، حتى إن كنا نحاول تحقيق غايات جيدة، مثل الكذب على قاتل لمنعه من العثور على الضحية المقصودة. جادل كانط بأنه نظرًا لأننا لا نستطيع أن نعرف تمامًا كيف ستكون عواقب أي فعل، فقد تكون النتيجة ضارة بشكل غير متوقع. لذا يجب أن نتصرف بحيث نتجنب الخطأ المعروف (وهو الكذب) بدلاً من تجنب الخطأ المحتمل. فإذا كانت هناك عواقب وخيمة، فنحن غير ملومين لأننا تصرفنا وفقًا لواجبنا.
تجادل جوليا درايفر أستاذ الفلسفة بجامعة تكساس في أوستن، بأن هذا قد لا يكون مشكلة إذا اخترنا صياغة مبادئنا بشكل مختلف، فمثلا يمكن تعميم مبدأ «سأكذب لإنقاذ حياة بريئة». ومع ذلك، قد يظل هذا القول الجديد يتعامل مع القاتل كوسيلة لتحقيق غاية، وهذا ما ينبغي علينا ألا نفعله وفقًا للأخلاق الكانطية. وبالتالي قد لا نزال مطالبين بقول الحقيقة للقاتل في مثال كانط.